# Гайніхен (Саксонія)
Гайніхен (нім. Hainichen) — місто в Німеччині, розташоване в землі Саксонія. Входить до складу району Середня Саксонія.
Площа — 51,57 км2. Населення становить 8531 ос. (станом на 31 грудня 2020).

## Географії

### Адміністративний поділ
Місто  складається з 9 районів:
- Бокендорф
- Куннерсдорф
- Ойлендорф
- Герсдорф
- Фалькенау
- Ріхберг
- Зігфрід
- Шлегель
- Бертельсдорф